# Ostmark (Schiff, 1933)
Die Ostmark war eine ehemalige französische Kanalfähre, die nach der deutschen Besetzung Frankreichs 1940 von der Kriegsmarine zum Minenschiff umgebaut und in Dienst gestellt wurde.

## FährschiffCôte d’Argent
Das Schiff lief am 12. April 1932 auf der Werft Forges et Chantiers de la Méditerranée in Graville, Le Havre, vom Stapel. Es war 99,26 m lang und 13,72 m breit, hatte 3,65 m Tiefgang, verdrängte 2.636 Tonen (maximal) und war mit 3.047 BRT bzw. 1050 NRT vermessen. Die Maschinenanlage bestand aus vier Babcock-Dampfkesseln und zwei Parsons-Turbinen, die zusammen 14.000 PS erzeugten, und zwei Schrauben. Seine bei den Probefahrten erreichte Höchstgeschwindigkeit betrug 22,94 Knoten. Das Schiff hatte Platz für 1.400 Passagiere in der ersten und zweiten Klasse. Es machte seine erste offizielle Probefahrt am 14. März 1933 und wurde am 1. April 1933 in Dienst gestellt. Unter dem Namen Côte d’Argent befuhr es die Strecke Calais-Dover über den Ärmelkanal für die französische Reederei Société Anonyme de Gérance et d’Armement (SAGA). Heimathafen war Le Havre.
Die Côte d’Argent, wie auch ihr Schwesterschiff Côte d’Azur, wurde am 8. Mai 1940 von der französischen Regierung requiriert, von Calais nach Dünkirchen beordert und als bewaffneter Truppentransporter eingesetzt. Am 11. Mai brachte sie, als Teil eines Konvois, Truppen nach Vlissingen zur Verteidigung der niederländischen Gebiete Walcheren und Zuid-Beveland. Danach nahm sie an der am 26. Mai begonnenen alliierten Evakuierung von Dünkirchen teil. Trotz der Schwierigkeit, einen geeigneten Einschiffungsplatz zu finden, brachte sie am 31. Mai 14.000 Mann aus dem eingeschlossenen Dünkirchen. Am 12. Juni evakuierte sie Truppen von Le Havre nach Saint-Jean-de-Luz in Südfrankreich. Am 20. Juni ging sie von dort nach Le Verdon-sur-Mer an der Mündung der Gironde, um Flüchtlinge abzuholen.

## MinenschiffOstmark
Nach der Besetzung Frankreichs wurde das Schiff am 30. Juni 1940 in Bayonne von der Wehrmacht beschlagnahmt und von der Kriegsmarine als Wohnschiff genutzt. Nach einem Brand an Bord im Frühjahr 1941 wurde das Schiff in Nantes zum Minenschiff umgebaut. Dabei wurde es auf 103,5 m Länge vergrößert und erhielt als Bewaffnung zwei 10,5-cm-Kanonen (eine vorn und eine achtern) sowie vier 4-cm-Flak und vier 2-cm-Flak. Das Schiff wurde am 5. Oktober 1941 mit dem Namen Ostmark unter Korvettenkapitän d.R. K. F. Barthel in Dienst gestellt. Die Besatzung kam zum größten Teil von dem am 9. Juli 1941 bei Öland in der Ostsee nach Minentreffer gesunkenen Minenschiff Preußen.
Am 15. Februar 1942, nach Beendigung der Ausstattung und der Probefahrten, fuhr das Schiff nach Rotterdam. Dabei wurde es am 21. Februar bei Boulogne von britischen Spitfires angegriffen, ohne jedoch größeren Schaden zu nehmen. Von Rotterdam marschierte es nach Wilhelmshaven, wo 180 Minen geladen wurden, und weiter nach Bergen (Norwegen), wo es am 26. März 1942 eintraf. Nachdem die Minen in der Minensperre „5e Krefeld“ verlegt worden waren, ging die Ostmark über Bergen zurück nach Wesermünde, wo sie am 19. April eintraf. Nach Ausbesserungsarbeiten übernahm sie am 18. Mai in Cuxhaven 200 Minen und ging danach über Kiel nach Lødingen in Nordnorwegen. Im Juni verlegte die Ostmark mit der Ulm von Tromsø aus im Varangerfjord, vor Vardø, die Minensperre „UMB V“, im Juli und August ebenfalls im Varangerfjord mit der Kaiser die Minensperren „NW 32“ oder „NW 33“, Danach ging sie noch im August erst einmal zu Werftarbeiten nach Stettin zurück, wo ihre Maschinenanlage auf Ölfeuerung umgestellt wurde.
Mitte Juni 1943 ging das Schiff wieder nach Norwegen, wo es – wie auch das Schwesterschiff Elsaß – in der vierten Juni-Woche mit dem Minenleger Brummer und den Zerstörern Z 27 und Z 30 am Legen der Minensperren „Erzengel“, „Wildschwein“ und „Steinadler“ beteiligt war, mit denen der maritime Abschnitt der Westwall-Sperre nach Norden verlängert wurde. Vom 15. bis 17. Juli legte die Ostmark im Nordmeer bei Makkaur (bei Båtsfjord) zusammen mit den Räumbooten R 54 und R 56 und den Minensuchbooten M 272, M 346 und M 364 die Minensperre „NW.31 (153 UMB)“. Dabei überstand sie am 16. Juli während des Minenwerfens einen Angriff von fünf sowjetischen Bombern, deren Abwürfe ihr Ziel verfehlten. Auf dem Rückmarsch wurde der Verband am Tanafjord von dem sowjetischen U-Boot S-56 angegriffen. Die drei auf die Ostmark abgeschossenen Torpedos verfehlten ihr Ziel, aber zwei davon trafen das Minensuchboot M 346, das daraufhin sank; seine Besatzung konnte geborgen werden. Die Ostmark warf zwei Wasserbomben und das U-Boot verschwand. Am 21.–24. Juli und 10.–12. August legten die Ostmark und die Kaiser drei Minensperren zum Schutz der Varanger-Halbinsel. Dabei wurden die beiden Minenschiffe und ihre Sicherungsschiffe (M 272, M 302, M 361, M 364, UJ 1202, UJ 1209 und NH 06) am 21. Juli von drei sowjetischen Torpedoflugzeugen und neun Jagdflugzeugen angegriffen, konnten den Angriff jedoch ohne große Schäden überstehen. Im Oktober legten die Minenschiffe Ostmark und Roland, gesichert von den Minensuchbooten M 406, M 426, M 445 und M 462 und einigen Vorpostenbooten, im Skagerrak die Minensperren „Lithium“, „Natrium“ und „Kalium“.
Am 3. November 1943 liefen die Ostmark und die Roland von Kopenhagen nach Kiel. Dabei kollidierte die Ostmark mit dem vermutlich unter Segeln den Kurs der Ostmark kreuzenden KFK 99, einem Schulboot. Der Kutter sank auf der Position 54° 25′ 30″ N, 12° 8′ 30″ O; seine Besatzung konnte von der Ostmark gerettet werden, die ohne ernsthaften Schaden blieb.
Vom 2. bis 4. Dezember erneuerten und verstärkten die Minenschiffe Ostmark, Elsaß und Brummer zusammen mit den Zerstörern Theodor Riedel, Hans Lody und Z 31 von Stavanger aus im Zuge der Unternehmen „16e Wandschrank“ und „16f Handkoffer“ Minensperren im westlichen Skagerrak, um den Zugang nach Dänemark und ins Skagerrak wieder zu blockieren. Danach lag die Ostmark von Mitte Dezember 1943 bis 7. März 1944 zur Werftüberholung in den Oderwerken Stettin. Am 8. März war sie wieder beschränkt und am 26. März voll kriegsbereit.
Vom 2. bis 7. April 1944 legten die Minenschiffe Ostmark, Elsaß und Kaiser, gemeinsam mit den Zerstörern Erich Steinbrinck und Hans Lody und den Minensuchbooten M 301, M 381, M 406 und M 462, westlich des Skagerraks die neuen Westwall-Abschnitte „Katzbach A“ und „Katzbach B“ und am 15./16. April die Skagerraksperre „XXI Leipzig“. Danach nahmen die drei Minenschiffe am 19. April in Kiel neue Minen an Bord und legten dann von Frederikshavn aus am 25./26. April die Skagerraksperre „XXIV Ligny“. Nach Verlegung nach Kristiansand warfen die Ostmark, die Elsaß und die Kaiser zusammen mit den Minensuchbooten M 15 und M 29 am 7./8. Mai westlich des Skagerraks die Minensperre „XXII Waterloo“ und liefen dann am 9. Mai nach Kopenhagen. Dort wurde die Ostmark am 25. Mai zur Sicherung des Schiffsverkehrs zwischen Frederikshavn und Fredrikstad bereitgestellt, am 31. Mai nach Frederikshavn verlegt und am 3. Juni der 8. Sicherungs-Division unterstellt. Am 5./6. Juni ging das Schiff nach Aarhus und gab dann am 15.–17. Juni einem Geleitzug von Aarhus nach Oslo Flakschutz.
Am 18. Juni wurde die Ostmark dem MOK Norwegen unterstellt. Sie lief am 19./20. Juni zur Minenaufnahme nach Kopenhagen, kehrte dann nach Norwegen zurück, und legte am 5. Juli die Minensperre „NW 107 A München“, zum Schutze des Geleitweges um Stadlandet. Nach erneuter Minenaufnahm in Swinemünde am 12. Juli lief das Schiff nach Trondheim und legte von dort aus am 20. Juli die Minensperre „NW 107 B“. Dann fuhr es am 22.–27. Juli nach Frederikshavn, legte am 3./4. August die Minensperre „XXVII Kalahari“ und am 5./6. August die Sperre „XXV Sambesi“ und lief danach nach Kopenhagen. Von dort ging es nach Stettin, wo es ab 17. August bei den Stettiner Oderwerken zur Überholung in die Werft ging. Bei britischen Luftangriffen erlitt es am 17. August durch Brandbombentreffer und am 30. August durch Bombenluftdruck leichte Beschädigungen. Die schweren Schäden an den Werftanlagen und der Ausfall von erheblichen Teilen der Belegschaft verursachten jedoch lange Verzögerungen bei den Werftarbeiten, und das Schiff kam 1944 nicht mehr zum Einsatz.
Am 15.–17. Februar 1945 nahm die Ostmark dann wieder an einem Minenunternehmen teil, als sie gemeinsam mit den Minenschiffen Lothringen und Linz, dem Zerstörer Friedrich Ihn und den Torpedobooten T 17 und T 20 zweimal vergeblich die Minensperre „Titus II“ im Skagerrak zu legen versuchte. Am 6./7. März lief das Schiff mit dem Zerstörer Z 4 Richard Beitzen, dem Minenschiff Lothringen und den Torpedobooten T 20 und T 17 nach Kristiansand. Von dort aus warf es im Verband mit der Lothringen, der Linz, dem Zerstörer Karl Galster und den Torpedobooten T 17 und T 20 schließlich doch noch die Minensperre „Titus II“. Am 17./18. März legten die Ostmark, die Lothringen und die Linz, gesichert von dem Zerstörer Karl Galster und den Torpedobooten T 17, T 19 und T 20, die Minensperre „Augustus“ im westlichen Skagerrak. Dabei erlitt die Lothringen einen Ruderversager, und das Schiff kreuzte über die gerade von der Ostmark geworfene Minenreihe. Eine noch nicht in die Tiefe gegangene Mine schlierte an der Bordwand der Lothringen entlang und detonierte dann etwa 100 m hinter der Lothringen, ohne aber Schaden anzurichten.

## Untergang
In der Nacht vom 20. zum 21. April 1945 wurden die Ostmark und die Lothringen, begleitet von dem Minensuchboot M 293, auf der Fahrt von Frederikshavn nach Kopenhagen in der frühen Nacht, bei starkem Wind und schwerer See, im Kattegat von britischen Flugzeugen angegriffen. Die Marschgeschwindigkeit war nur 7–8 Knoten. Der erste Angriff schlug in starkem Abwehrfeuer fehl, aber um 0:30 Uhr wurde die Ostmark von zwei Bomben getroffen. Eine schlug auf dem Vorderschiff auf, wo sie eine Explosion der Munitionskammer auslöste und den Bug bis zur Brücke wegriss; die zweite traf das Schiff zwischen Brücke und Schornstein, und der dadurch ausgelöste Brand brachte die Bereitschaftsmunition mittschiffs zur Explosion. Das Schiff kenterte und sank um 1:00 Uhr etwa zwei Seemeilen südöstlich der Insel Anholt auf 56° 38′ 0″ N, 12° 16′ 0″ O. Von der Besatzung kamen 109 Mann ums Leben, 138 wurden gerettet, aber sieben von ihnen erlagen danach ihren Verletzungen. Der Kommandant erlitt ebenfalls schwere Verletzung und starb 1963 an den Spätfolgen einer Unterschenkelamputation.

### Das Wrack
Das Wrack liegt in 41 m Tiefe in Schlamm. Das Achterschiff mit Geschützen ist erhalten. An der Wrackstelle liegt viel alte Munition verstreut. Die Schiffsglocke mit der Inschrift Côte d’Argent wurde im Jahr 1996 geborgen.

## Bekannte Besatzungsangehörige
- Heinz Neukirchen (1915–1986), war Vizeadmiral in der Volksmarine der DDR sowie Präsident der Direktion Seeverkehr und Hafenwirtschaft und schrieb darüber hinaus mehrere maritime Bücher